# Evangelische Kirche (Duisburg-Mittelmeiderich)

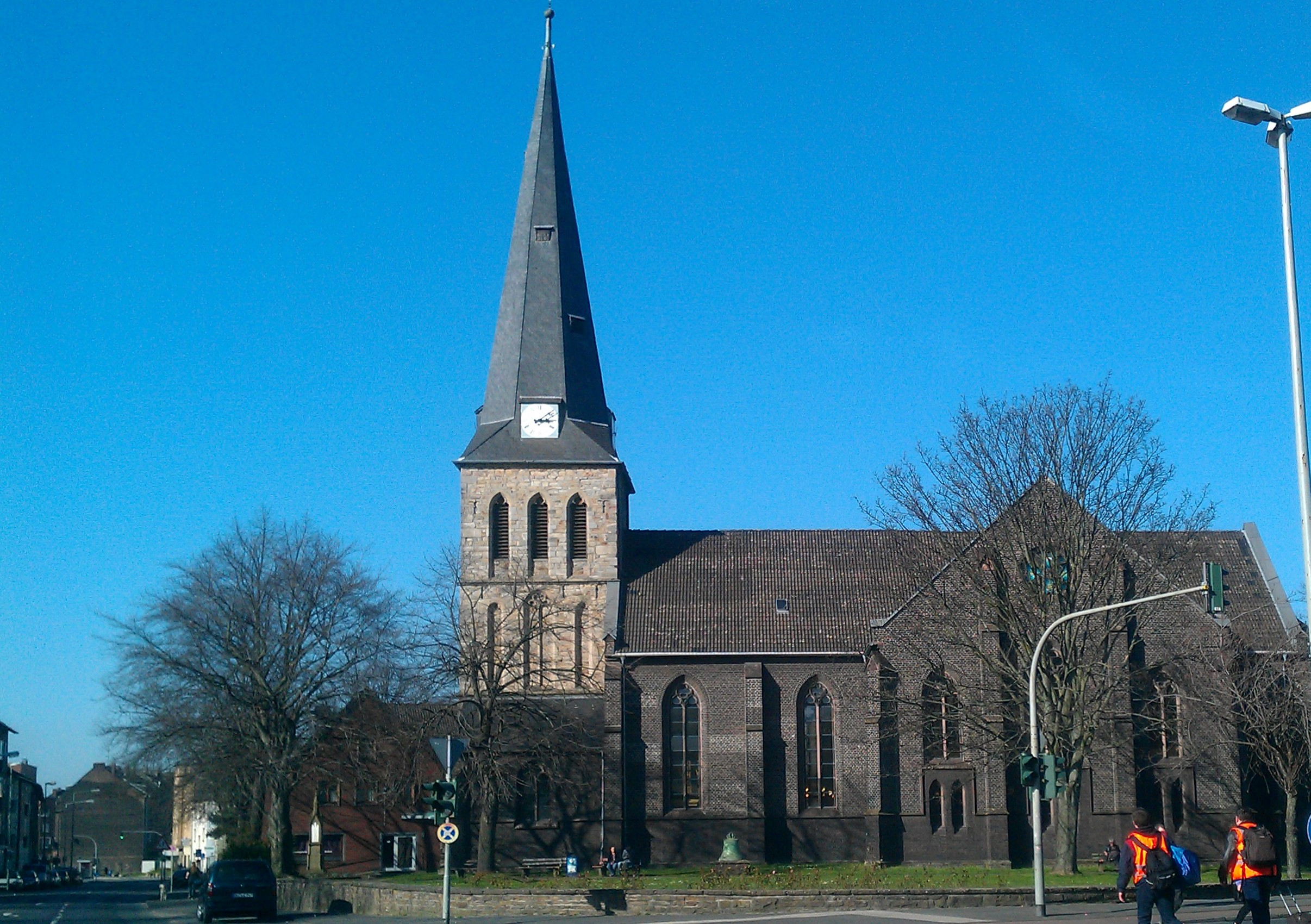
Evangelische Kirche in Duisburg-Mittelmeiderich

Die Evangelische Kirche in Mittelmeiderich, einem Teil des Duisburger Stadtbezirks Meiderich-Beeck in Nordrhein-Westfalen, gehört zur Evangelischen Kirchengemeinde Meiderich im Kirchenkreis Duisburg der Evangelischen Kirche im Rheinland. 

## Geschichte der Vorgängerkirchen

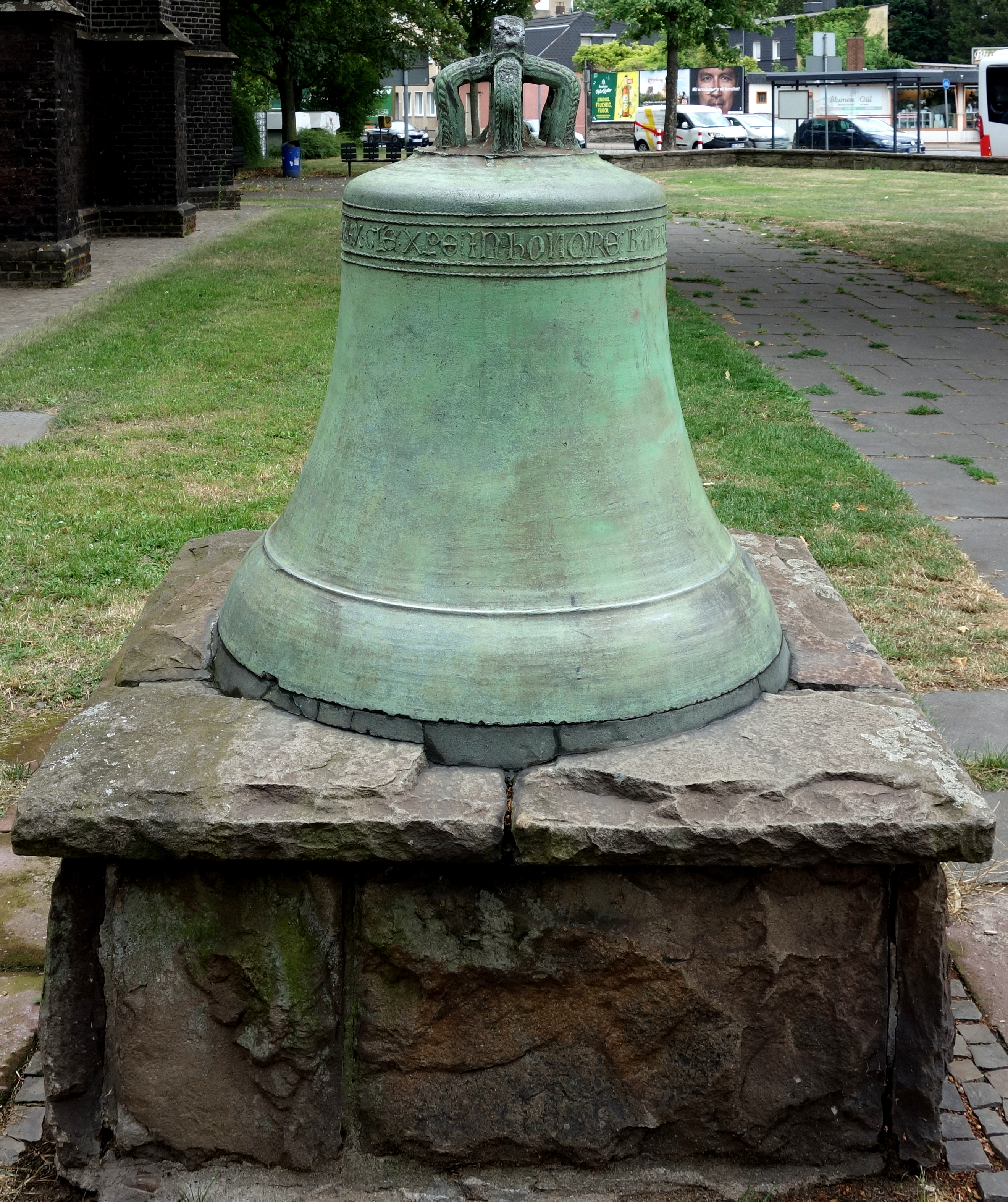
Glocke von 1316

Der ursprüngliche Kirchenbau entstand vermutlich schon im ausgehenden Frühmittelalter als Kapelle mit halbrunder Apsis, die von den adeligen Herren des benachbarten Welschenhofes in Meiderich gegründet wurde. Ein größerer Bau folgte zwischen dem 10. und dem 12. Jahrhundert. Damals musste nämlich die Kirche als Pfarrkirche für die gesamten umliegenden Bauerschaften dienen. Im Zusammenhang mit dieser neuen Nutzung als Pfarrkirche entstand eine dreischiffige romanische Basilika mit drei halbrunden Apsiden im Osten. In diesen Bau wurde zunächst die alte Kapelle als Chorraum integriert. Ein neuer Chor und der Westturm kamen im 12. Jahrhundert hinzu. Im Zuge weiterer Baumaßnahmen wurde im 14. und 15. Jahrhundert ein größerer polygonaler Hallenchor gebaut. Dessen Fundamente sind ebenfalls noch im Boden unter dem heutigen Chor erhalten.
Um 1502 wurde das Gotteshaus zu einer großen Hallenkirche umgebaut und erhielt einen neuen Kirchturm, der bis heute in seinem originalen Zustand erhalten ist. Er ist das älteste Baudenkmal Meiderichs und zählt zu den ältesten Baudenkmälern im gesamten Duisburger Raum.
Am 23. April 1502 fand die Grundsteinlegung des Turms statt. Gebaut wurde er aus Sandsteinen, die aus Steinbrüchen bei Mülheim an der Ruhr stammen. Im oberen der drei Stockwerke wurden die Glocken aufgehängt. Je drei Schalllöcher auf jeder Seite ließen deren Klang nach außen dringen.

## Geschichte und Architektur der heutigen Kirche
1862 ergab sich bedingt durch die zunehmende Industrialisierung des Ruhrgebiets und den großen Andrang der Gemeinde zu den Gottesdiensten die Notwendigkeit, die Kirche zu vergrößern. Da während der Umbauarbeiten große Teile einstürzten, erfolgte ein Neubau im neugotischen Stil, bei dem nur der Turm erhalten blieb. Es entstand eine dreischiffige Hallenkirche mit romanisch nachempfundenen quadratischen Mittelschiffpfeilern und einem polygonalen Chor, die am 16. September 1863 eingeweiht wurde.

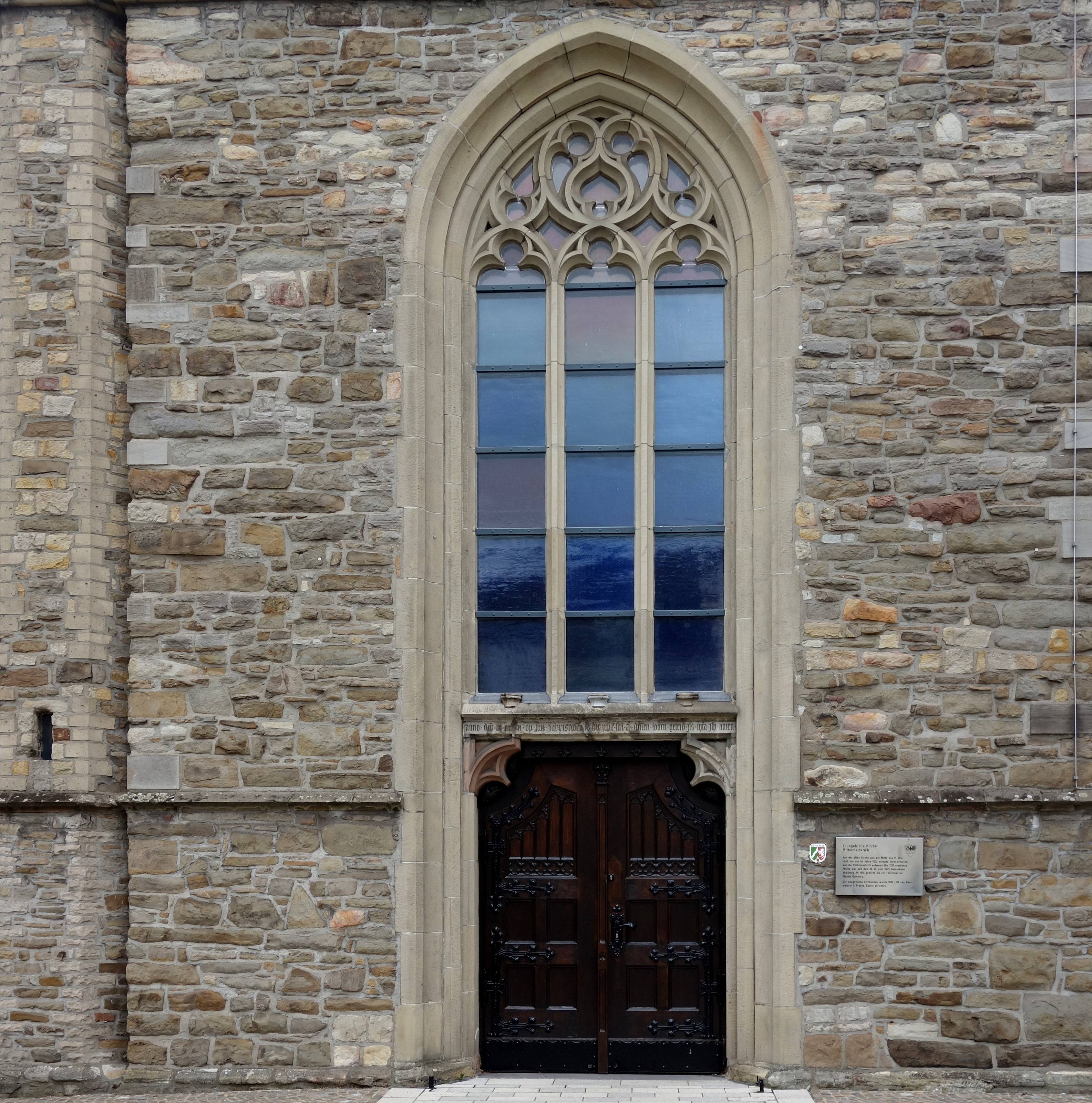
Hauptportal
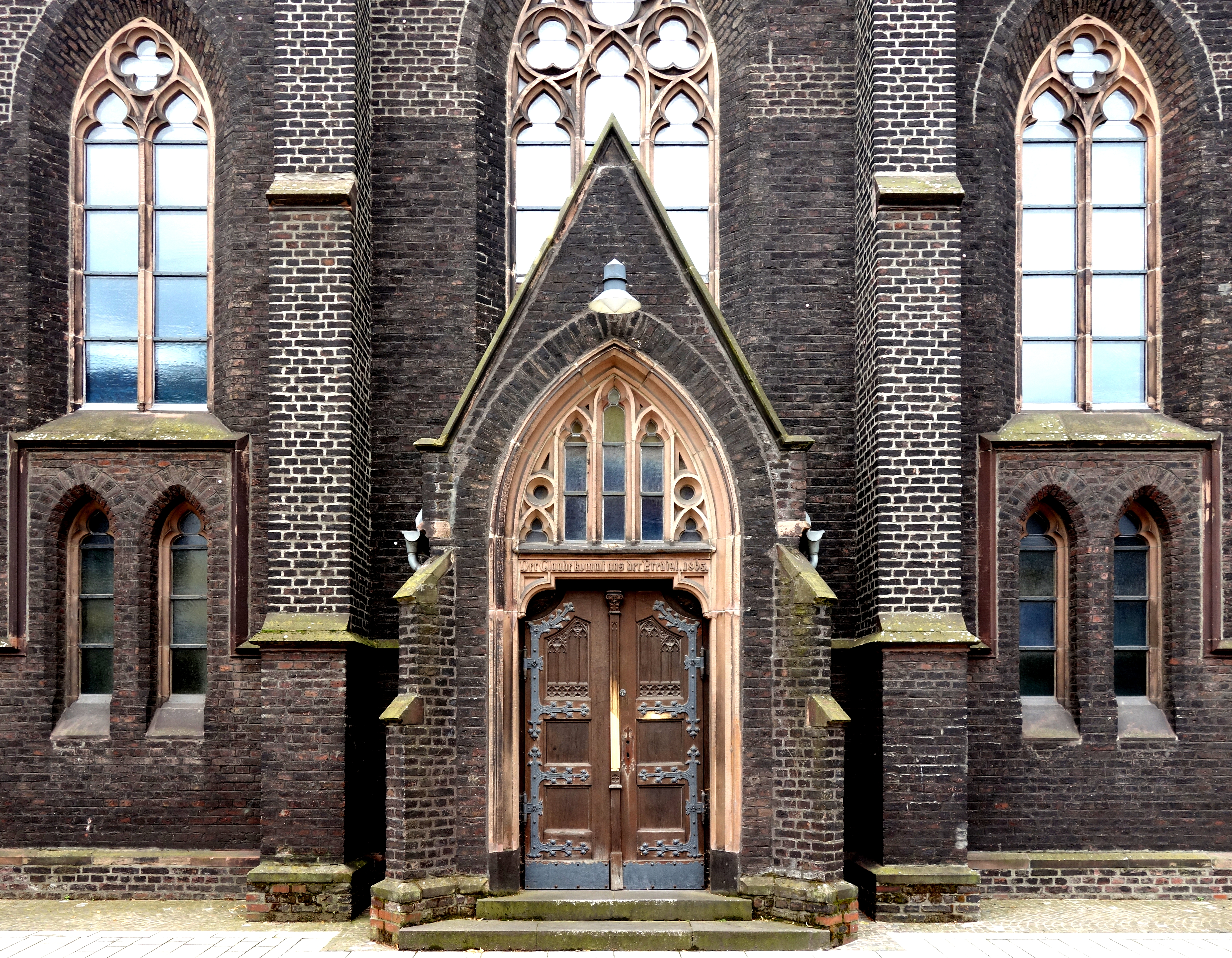
Nordeingang zum Querhaus
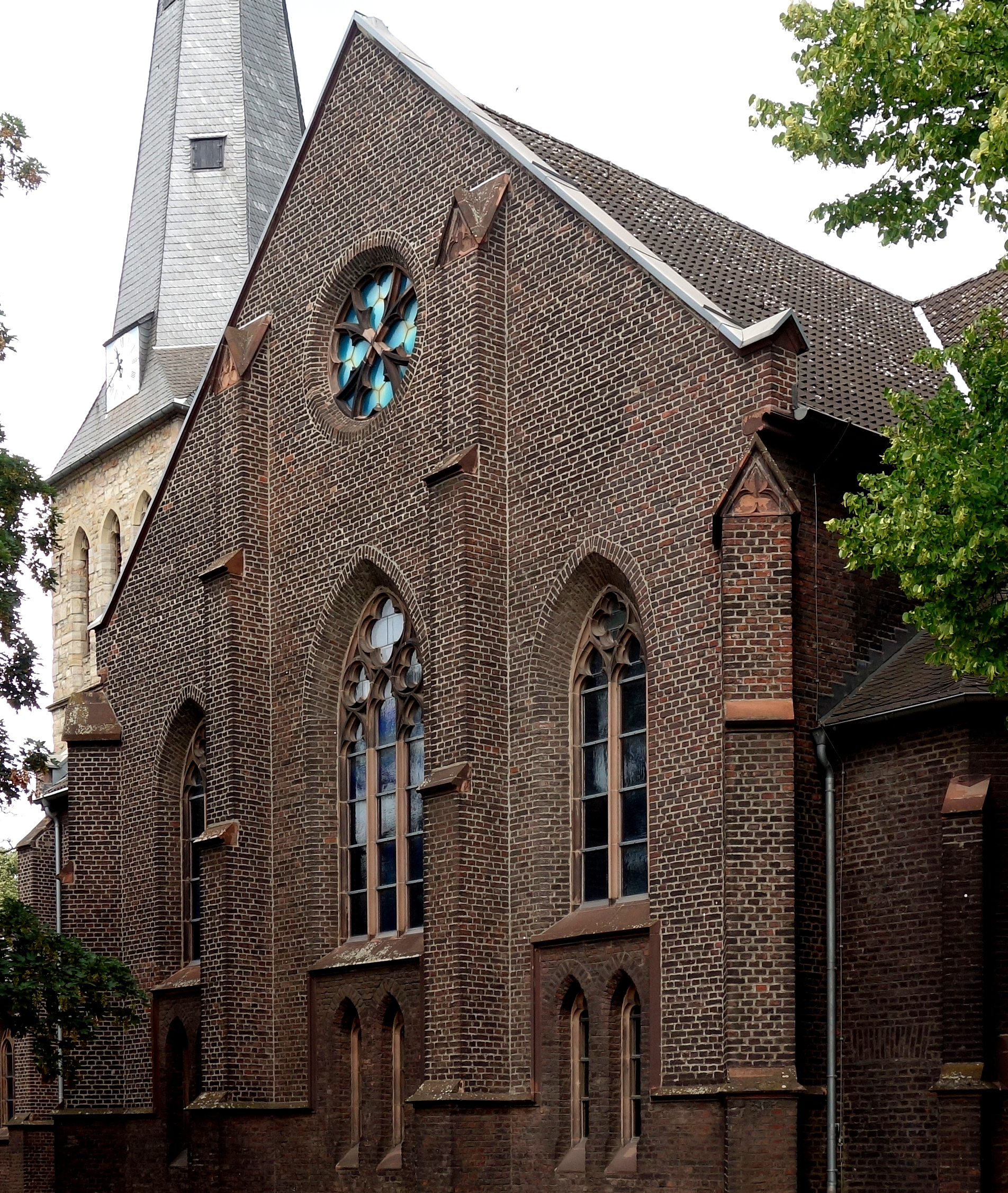
Südgiebel des Querhauses
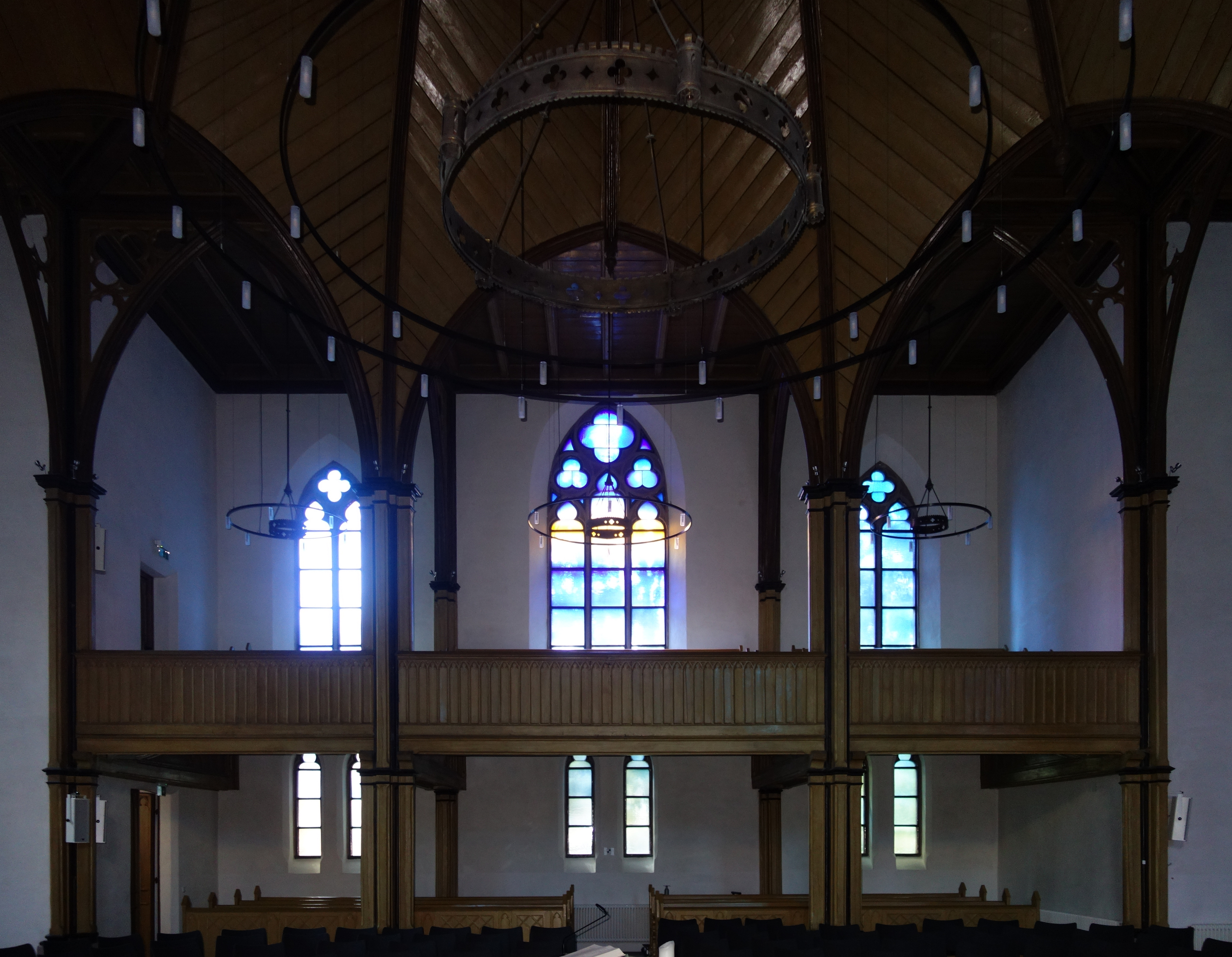
Inneres des Querhauses
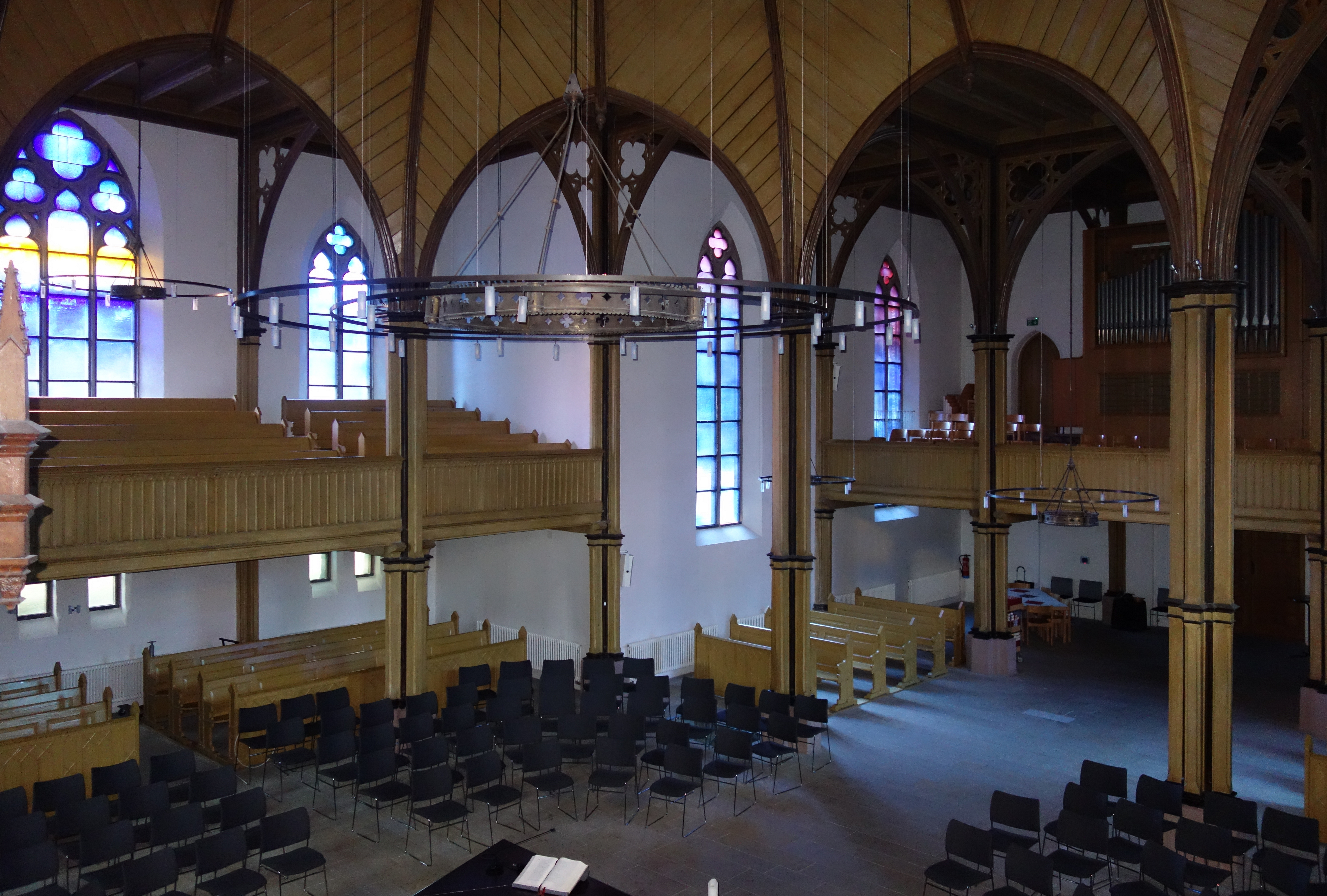
Innenraum
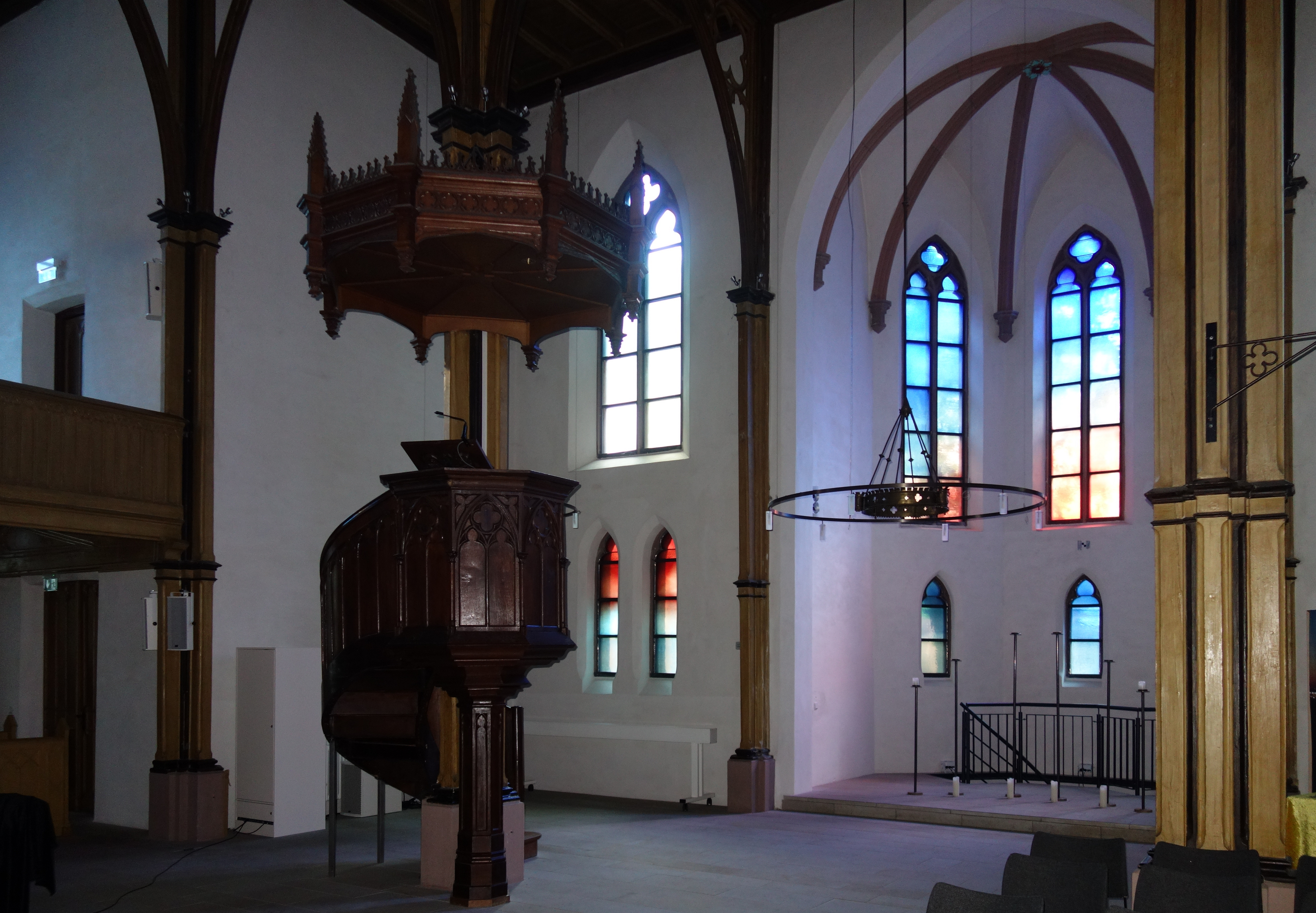
Kanzel und Chor

Die neue Kirche wurde in den Jahren 1862 und 1863 als Backsteinbau nach Plänen des Essener Baumeisters C.W. Th. Freyse auf den Fundamenten der Vorgängerkirchen errichtet. Der kreuzförmige Bau mit einer lichten Länge von 33 Metern (ohne die Turmhalle) und knapp 22 Metern Breite mit einer auf acht hölzernen Stützen ruhenden Kuppel mit einem Durchmesser von 15 Metern überstand den Zweiten Weltkrieg fast unbeschadet.

## Glocken
1905 wurde die alte Glocke von 1316, die einige Jahre später ihren Platz als Wahrzeichen vor der Kirche fand, durch drei neue Glocken ersetzt. Auch der morsch gewordene Glockenstuhl von 1746 musste erneuert werden. Zwei der drei Glocken wurden 1917 für Kriegszwecke eingeschmolzen. Nur die größte und schwerste Glocke verblieb im Turm.

## Orgel

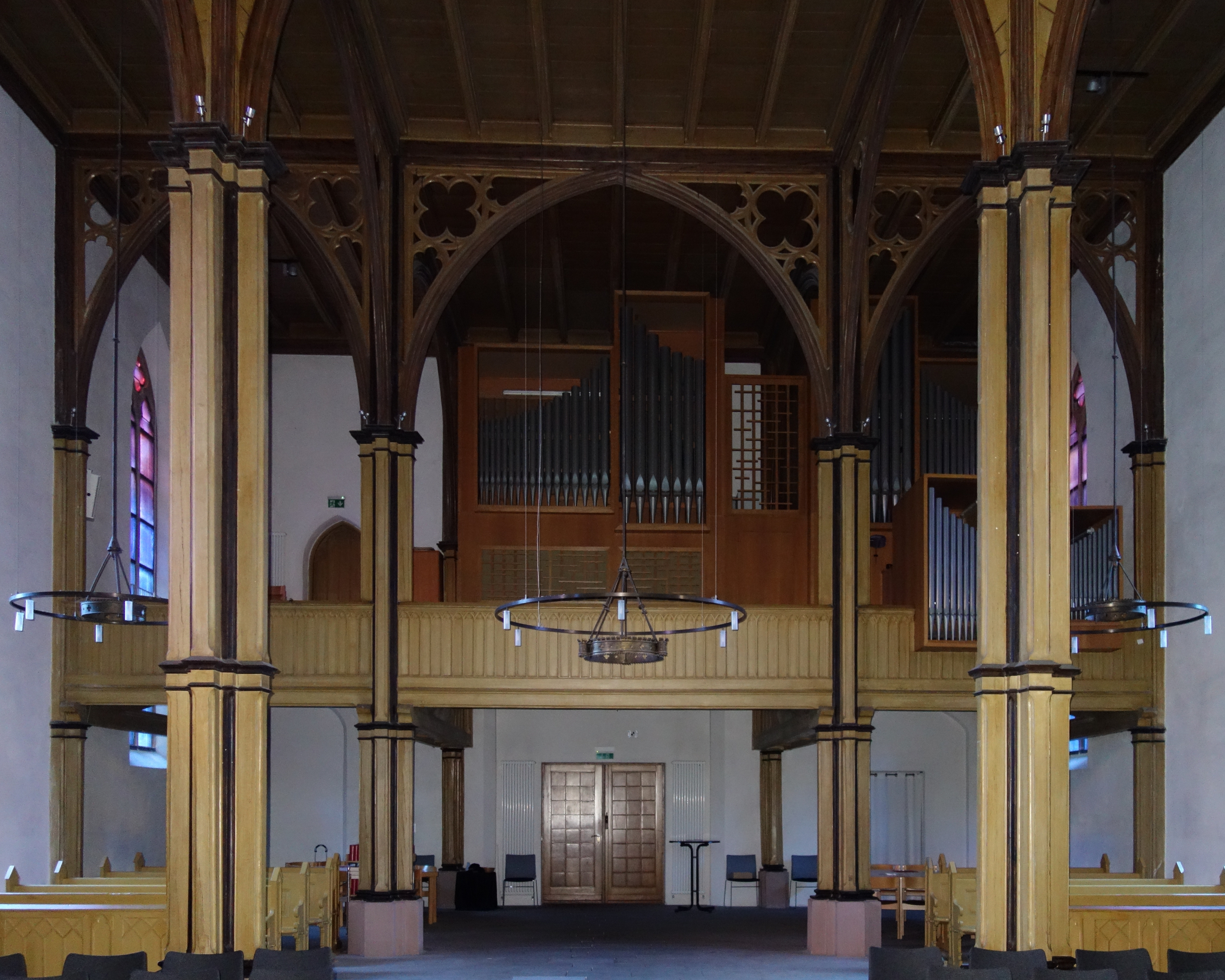
Orgel

1964 erhielt die Kirche eine neue Orgel von der Aachener Orgelbauanstalt Stahlhuth. Sie besitzt drei Manuale, 43 klingende Register und zwei Tremulanten und ist unter anderem ausgestattet mit einem Hauptwerk, einem Schwellwerk, einem Pedalwerk und einem Rückpositiv sowie mit einem Schleifladen mit mechanischer Traktur und elektrischer Registratur. Die Disposition stammt von Hans Klotz und Günter Eumann, die Mensur ebenfalls von Hans Klotz. Nach dessen Angaben sorgte Orgelbaumeister Wilhelm Knödgen für die Intonation.

## Sanierungsmaßnahmen
Die Kirche wurde in mehreren Etappen (1955 bis 1959, 1966 und 2006 bis 2009) umfassend renoviert. Im Zuge der letzten Grundsanierung wurden 2008 bei Grabungen der Duisburger Stadtarchäologie zahlreiche Baureste der Vorgängerkirchen entdeckt und freigelegt.
2009 wurde die Kirche unter anderem mit einem neuen Altar sowie mit neuen Bänken und Fenstern ausgestattet.

## Denkmalschutz
Die Evangelische Kirche in Duisburg-Mittelmeiderich wurde am 13. März 1985 unter der Nummer 40 in die Liste der Baudenkmäler in Duisburg-Meiderich/Beeck eingetragen.